# ایساک بلکفورد
ایزاک نیوتن بلکفورد (Isaac Newton Blackford)‏ (۶ نوامبر ۱۷۸۶–۳۱ دسامبر ۱۸۵۹)، دومین قاضی ارشد دادگاه عالی ایندیانا، طولانی‌ترین قاضی دادگاه و از طولانی‌ترین حقوقدانان در تاریخ ایالات متحده بود. او یک اثر هشت جلدی با عنوان گزارش‌های بلکفورد نوشت که تمام تصمیم‌های اولیهٔ دادگاه را ثبت نمود. این کتاب‌ها به یک منبع حقوقی اصلی در میان وکلای ایندیانا تبدیل گردیدند و تحسین ملی و بین‌المللی را به‌دلیل سبک، دقت، کیفیت و مختصر بودن‌شان در برخورد با کامن لا دریافت کردند. به‌گفتهٔ راندال شپرد، رئیس سابق دادگستری ایندیانا، بلکفورد به‌عنوان یک حقوقدان تأثیرگذارترین کسی بود که تا به‌حال در دادگاه‌های ایندیانا خدمت نموده‌است. به او لقب «ایندیانا بلک‌استون» به‌سبب اظهار نظر واشینگتن ایروینگ در مورد محبوبیت کتاب‌های بلکفورد، داده شد. او در طول زندگی خود دارندهٔ شهرت ملی به‌عنوان یکی از برجسته‌ترین حقوقدانان ایالات متحده بود.
پس از فارغ‌التحصیلی از دانشگاه پرینستون، بلکفورد برای وکالت به‌قلمروی ایندیانا در سال ۱۸۱۲ نقل مکان نمود. پس از داشتن چندین مقام خدمات مدنی، به‌عنوان قاضی دادگاه منطقه منصوب گردید، اما دقیق قبل از انحلال دولت منطقهٔ در سال ۱۸۱۶ استعفا نمود. او که به‌عنوان نماینده در اولین جلسهٔ مجمع عمومی ایندیانا انتخاب شد، به‌عنوان اولین سخنگوی مجلس نمایندگان ایندیانا منتخب گردید. پس از مرگ قاضی ایندیانا، جان جانسون، در سال ۱۸۱۷، بلکفورد به‌عنوان جانشین وی توسط فرماندار ایندیانا جاناتان جنینگز منصوب گردید. پرونده‌های مهم اولیهٔ بلکفورد شامل پولی علیه لاسل بود، تصمیم در آن پرونده همه بردگان را در ایندیانا آزاد کرد. او که بدون اطلاع یا اجازه او نامزد شد، در سال ۱۸۲۵ نامزد ویگ برای فرمانداری ایندیانا بود، اما در انتخابات به‌دلیل امتناع ورزیدن از تبلیغات عمومی شکست خورد. او که دوباره بدون اطلاع وی برای سناتور شدن در ایالات متحده نامزد شد، در انتخابات مجمع عمومی ایندیانا تنها با یک رأی شکست خورد.
در طول دههٔ ۱۸۲۰، بلکفورد به‌چندین فاجعهٔ شخصی گرفتار شد. به‌دنبال مرگ همسرش در هنگام زایمان، مرگ پسر خردسالش چند سال بعد، مرگ مادرش و پس از آن‌که خودش به‌سختی از مرگ نجات یافت، از نظر عاطفی پریشان گردید. او آغاز زندگی منزوی را در یک آپارتمان یک اتاقهٔ در عمارت فرماندار ایندیانا نمود جایی‌که او بیش از بیست سال ماند. او فقط با هم‌نشینی خادمش در آنجا وقت می‌گذراند. او برای صرف غذا، برای شرکت در جلسه‌های دادگاه و به‌ندرت برای تجارت و کلیسا آنجا را ترک می‌نمود، اما در غیر آن در قفل می‌ماند. در خلال تنهاییش بود که آغاز به‌نوشتن گزارش‌هایی کرد که به‌واسطهٔ آن شهرت دریافت کرد.
او به کرسی خود در دادگاه عالی چهار بار مجدداً منصوب گردید و تا تصویب قانون اساسی ایندیاناای سال ۱۸۵۱ خدمت نمود که موقعیت اورا منوط به انتخاب و نه انتصاب ساخت. او که شکست در نامزدی حزب ویگ به کاندیداتوری برای پُست خود خورد، دادگاه را در سال ۱۸۵۲ ترک نمود. او دوباره در انتخابات سال ۱۸۵۳ برای گزارشگر دادگاه عالی شکست خورد که باعث شد او در دادگاه‌های فدرال به‌دنبال جایگاهی، پس از مدت کوتاهی از تلاش وی برای وکالت، باشد. او که توسط رئیس‌جمهور فرانکلین پیرس منصوب گردید، از سال ۱۸۵۵ تا زمان مرگش به‌عنوان قاضی دادگاه دعاوی تازه تأسیس شدهٔ که به‌دعاوی مالی علیه دولت فدرال رسیدگی می‌کرد، خدمت نمود. بلکفورد در طول زندگیش ثروت اندکی از طریق فروش گزارش‌هایش به‌دست‌آورد که به یگانه خویشاوند زنده‌اش، خواهر ناتنیش شارلوت ترزا کونز رسید.

## اوان زندگی

### خانواده و پیشینه
آیزاک بلکفورد در ۶ نوامبر، سال ۱۷۸۶ در باند بروک، شهرستان سامرست، نیوجرسی، متولد گردید که تنها فرزند جوزف و مری استراتز بلکفورد بود. جوزف یک تاجر موفق بود و در شبه نظامیان نیوجرسی، در طول جنگ انقلابی خدمت کرده بود. مری دختر یک کشاورز بود. او در طول جنگ انقلابی آمریکا پرستار بوده‌است و به سربازان آمریکایی در نبردهای ترنتون و پرینستون کمک می‌کرد و به‌مراقبت از آنها هنگامی‌که آبله در میان ارتش در زمستان سال ۱۷۸۰–۱۷۸۱ شیوع یافت، ادامه داد. او عمیقاً مذهبی بود و در جامعه به‌خاطر ایمان و غیرت میهن پرستانه‌اش شناخته می‌شد. هر دو والدین بلکفورد پروتستان بودند و او در تمام عمر خود عضو کلیسا بود.
بلکفورد آموزش ابتدایی، یادگیری خواندن و نوشتن را در مدارس دولتی محلی دریافت نمود. پدرش در ۲۲ مه، سال ۱۸۰۰ درگذشت و نیمی از دارایی‌های زمین و پس‌انداز ۷۲۲۰٫۹۹ دلاری (۱۱۰۱۱۳ دلار در سال ۲۰۲۰ دلارهای زنجیر شده) را به مادرش واگذار کرد و دستور داد که نیمی دیگر از دارایی برای تحصیل و به‌عنوان میراث به بلکفورد داده شود، به‌شرط اینکه تا بزرگسالی مطیع او باشد. مری در سال ۱۸۰۱ مجدداً با توماس کون ازدواج کرد و این زوج در ۳ اوت، سال ۱۸۰۲ صاحب فرزندی به‌نام شارلوت ترسا شدند. بلکفورد ابتدا از پدرخواندهٔ خود متنفر بود، اما هر دو با بزرگتر شدن او رابطهٔ نزدیکی برقرار نمودند. خانواده به شکوفایی خود ادامه داد و هنگامی‌که بلکفورد سرانجام بخشی از دارایی پدرش را به میراث برد، ۵۵۵۰ دلار (۸۴۶۳۲ دلار در سال ۲۰۲۰ دلارهای زنجیر شده) دریافت کرد. او به توصیهٔ پدرخواندهٔ خود این پول را با اعطای وام مسکن برای به‌دست آوردن سود سرمایه‌گذاری نمود.
بلکفورد در دانشگاهی پرینستون در سن شانزده‌سالگی ثبت نام نمود و در سال ۱۸۰۶ در بالاترین سطح کلاس خود از تحصیل فارغ گردید. او در فرم‌های ثبت‌نام خود نام میانی خود را نیوتن وارد کرد، اما هرگز در طول زندگیش از این نام استفاده نکرد. از میان پنجاه‌وچهار همکلاسی او، جان ویلیامز واکر، جیمز آیردل، جان جیمز مارشال، آرنولد ناوداین و پاتریک نوبل بودند. بلکفورد به زبان‌های یونانی، لاتین و فرانسوی مسلط گردید و در تاریخ و ریاضیات عالی بود. او همچنین زمان قابل توجهی را صرف مطالعهٔ کتاب‌های حقوقی در مورد حقوق عمومی انگلیسی، به‌ویژه آثار ویلیام بلکستون نمود.
پس از دانشکده، او به‌مدت یک سال به تحصیل حقوق در دفتر قهرمان جنگ انقلابی، سرهنگ جورج مک دونالد در Bound Brook پرداخت. پس از یک سال به موریستاون نقل مکان نمود و تحصیلات خود را در مؤسسهٔ حقوقی گابریل فورد ادامه داد. جورج واشینگتن از خانهٔ فورد به‌عنوان مقر نظامی استفاده می‌نمود. بلکفورد در خانهٔ فورد در همان اتاقی‌که واشینگتن در طول جنگ از آن استفاده می‌کرد، منزل گرفت و این خاطره‌ای بود که او در طول زندگیش با علاقه به‌یاد می‌آورد. ارتباط‌های بلکفورد او را با چهره‌های برجسته‌ای در اوایل زندگیش در ارتباط قرار داد. او با جورج واشینگتن درسن ۱۰ سالگی و جیمز مدیسون و فیلیپ فرنو در حین حضور در پرینستون آشنا گردید.
او تحصیلات خود را در سال ۱۸۱۰ به‌پایان رساند و در نوار نیوجرسی در نوامبر همان سال پذیرفته شد. او فقط یک پرونده از خودش گرفت و متوجه شد که اگر می‌خواهد در حرفه‌اش امرار معاش نماید، باید به یک شرکت حقوقی بپیوندد. او به‌زادگاهش بازگشت و به‌عنوان عضو از شرکت مک دونالد شروع به وکالت نمود.

## کتابشناسی
- Alexander, D.S. (1881). The Southern Law Review. Vol. VI, pages 907-928. St. Louis: G.I. Jones and Company.
- Congressional Quarterly's Guide to U.S. Elections. Congressional Quarterly Inc. 1976. ISBN 0-87187-072-X.
- Dunn, Jacob Piatt (1919). Indiana and Indianans. American Historical Society.
- Gugin, Linda C. and James E. St. Clair, ed. (2006). -9780871951960 The Governors of Indiana. Indianapolis, Indiana: Indiana Historical Society Press. ISBN 0-87195-196-7. {{cite book}}: Check |url= value (help)
- Gugin, Linda C. and James E. St. Clair, ed. (2010). Justices of the Indiana Supreme Court. Indianapolis, Indiana: Indiana Historical Society Press. ISBN 978-0-87195-288-2.
- Honeyman, A. Van Doren, ed. (1916). A Famous Western Jurist, A Native of Somerset. Somerville, New Jersey: Somerset County Historical Quarterly.
- Osborn, Elizabeth (2008). Isaac Blackford: Dedicated to Indiana & to Justice. Indiana Supreme Court.
- Thornton, William W (2005). Isaac Blackford: The Indiana Blackstone. Indiana Historical Bureau.
- Funk, Arville L (1983) [1969]. Sketchbook of Indiana History. Rochester, Indiana: Christian Book Press.
- Vile, John R. (2003). Great American Judges:An Encyclopedia. ABC-CLIO. ISBN 1-57607-989-9.